# Atilax paludinosus
Atilax paludinosus (Мангуста болотяна) — ссавець, представник ряду хижаків із родини мангустових. Широко розповсюджений від Сенегалу, Гвінеї-Бісау та Сьєрра-Леоне на схід, до південної частини Судану та Ефіопії і на південь до південної Африки, де відсутній на більшості території Намібії, Ботсвани і більшої частини Південній Африці, де немає потрібного водопостачання і рослинного покриву. Присутність на острові Пемба, але відсутній в Занзібарі. Зареєстрований на висоті 3950 м у горах Ефіопії. Головним чином обмежується прибережними середовищами проживання (річки, струмки, болотисті місцевості, греблі), там, де є відповідний рослинний покрив і вода в безпосередній близькості.
Окрім сучасного виду відомий також викопний — Atilax mesotes

## Морфологія
Морфометрія. Довжина голови й тіла: 440—620 мм, довжина хвоста: 250—430 мм, вага: 2,5—4,1 кг.
Опис. Хутро довге, грубе, загалом, коричневого кольору. Довше чорне покривне волосся часто дає темний ефект. Світлі кільця на волоссі деяких особин надають волосяному покриву сіруватого відтінку. Голова зазвичай світліша, ніж спина, а нижня частина тіла ще блідіша. Це досить кремезна тварина. Хоча вона значною мірою водна мангуста, перетинки на пальцях повністю відсутні. Це може бути пов'язане з тим, що ця мангуста шукає свій водний видобуток в мулі або під камінням. На кожній кінцівці 5 пальців, підошви голі, кігті короткі й тупі. Самиці зазвичай мають дві пари молочних залоз.

## Поведінка
Раціон складається головним чином із водного видобутку, серед якого домінують ракоподібні, що є незвичайним для представників родини мангустових. Також регулярною їжею є комахи, молюски, риби, жаби, змії, яйця, дрібні гризуни і фрукти. Може підкидати таку здобич як равлики та краби, щоб розбити їхній твердий покрив. Чудово плаває й пірнає.

## Відтворення
Вагітність триває 69—80 днів, народжується від 1 до 3, найчастіше 2,3 дитинчати, які важать близько 100 г, їхні очі відкриваються на 9—14 день, від молока відлучаються на 30-46 день, розмір дорослого досягається приблизно за 27 тижнів. Одна болотяна мангуста жила в неволі трохи більше 19 років.

## Загрози та охорона
У даний час немає серйозних загроз для виду. Однак, осушення боліт для перетворення в орні землі є загрозою для виду в східній Африці.